# 永田ゆかり
永田 ゆかり（ながた ゆかり）は、日本のデータ分析コンサルタント。
データビズラボ株式会社の代表取締役。株式会社アドベンチャー(東証グロース6030)社外取締役。株式会社エフオン(東証プライム 9514)社外取締役
著書として『データ視覚化のデザイン(SBクリエイティブ)』、『データ分析のリアル まるごとQ＆A(日経BP)』を出版。
内閣府 日本学術会議 総合工学委員会 社会に資する可視化の小委員会 委員
早稲田大学商学部 招聘講師
早稲田大学トランスナショナルHRM研究所 招聘研究員
認定スクラムマスター
Tableau ZEN MASTER 2019/2020/2021
Tableau Ambassador

## 経歴
早稲田大学政経学部卒
アクセンチュア、楽天、KPMGなどを経て独立
データ分析&視覚化、データマネジメント/データガバナンス、クラウドデータ分析基盤構築に係るデータコンサルティングを提供
シンガポール、香港、UKなどでの海外講演、登壇、金融専門誌、メディアや新聞への寄稿多数

## 著書
データ視覚化のデザイン(SBクリエイティブ、2020年6月18日発売、ASIN：978-815604059)
データ分析のリアル まるごとQ＆A(日経BP、2023年7月20日発売、ASIN：978-4296117024)

### Webメディア
- 永田ゆかり　文系から独学でデータ専門家に、学びを深めた本 （2023年10月6日）[1]
- データ分析超初心者に伝授｢ビジネスでの活用術｣（2023年11月27日）[2]
- データビズラボの魅せる組織戦略！採用につながるコンテンツとは？ （2021年5月26日）[3]